# Tiwi (langue)
Le tiwi est une langue aborigène d'Australie parlée par les Tiwis, sur les îles Tiwi situées au nord des côtes de l'Australie. En 2016, le Bureau australien des statistiques recense 2 040 locuteurs de cette langue.
Le tiwi tel qu'il était traditionnellement parlé est une langue polysynthétique. Cependant, ce fait grammatical a été perdu chez les jeunes locuteurs.
Le tiwi est un isolat linguistique.

## Annexe
- (en) « N20: Tiwi », sur aiatsis.gov.au, Australian Institute of Aboriginal and Torres Strait Islander Studies (consulté le 14 août 2020).